# Mew (Pokémon)
Mew (ミュウ?, Myū) è un Pokémon base della prima generazione di tipo Psico. Il suo numero identificativo Pokédex è 151, il che lo rende l'ultimo Pokémon di quella generazione. Nel contesto del franchise creato da Satoshi Tajiri, è un Pokémon misterioso, definito il "Pokémon Novaspecie".
Secondo quanto affermato dal presidente della The Pokémon Company, Tsunekazu Ishihara, Mew fu inserito solamente in fase di debug dal programmatore di Game Freak Shigeki Morimoto, come specie ottenibile prevista in Pokémon Rosso e Verde del 1996. Non essendoci tuttavia nella cartuccia di gioco lo spazio sufficiente per scrivere un percorso che permettesse al giocatore di incontrarlo normalmente, la sua presenza all'interno dei dati di programmazione dei giochi venne ben presto avvolta da voci e miti, che contribuirono ad accrescere la fama del franchise videoludico. Per anni non fu quindi legittimamente ottenibile nei titoli tranne che negli eventi di distribuzione dei Pokémon, dopo l'annuncio ufficiale della sua esistenza da parte dello staff della software house, o via glitch.
Ideato dal team di designer della Game Freak, Mew è comparso nella maggior parte dei titoli successivi a Rosso e Verde (sia canonici sia spin-off), nella serie televisiva anime, nel gioco di carte collezionabili e nel merchandising derivato. È inoltre tra i personaggi principali dei film Pokémon il film - Mewtwo colpisce ancora e Pokémon: Lucario e il mistero di Mew.
Mew venne accolto molto favorevolmente dalla critica e dal pubblico, tanto che nel 2012, nel corso di un sondaggio indetto dal sito ufficiale del brand, tra i 34 Pokémon misteriosi e leggendari introdotti fino alla quarta generazione risultò essere il preferito dai fan della serie.

## Creazione e sviluppo

Il marchio registrato per il Pokémon Mew (ミュウ)

A differenza di quanto accaduto per i precedenti Pokémon, lo sviluppo di Mew non fu supervisionato dal disegnatore Ken Sugimori, ma dal programmatore di Game Freak Shigeki Morimoto. Quest'ultimo lo aveva inserito in Pokémon Rosso e Verde come un Pokémon segreto, poco prima della data di pubblicazione in Giappone, quasi come scherzo a conoscenza del solo personale della casa di sviluppo. Fu pertanto l'ultimo Pokémon a essere inserito nei giochi, dopo la rimozione delle funzionalità di debug, nello spazio appena sufficiente liberatosi nella cartuccia di gioco, nonostante fosse stato richiesto di non apportare ulteriori modifiche. Il suo stesso design fu una versione semplificata e meno ingombrante, da un punto di vista della memoria, di quello di Mewtwo (benché nei capitoli videoludici questi venga definito come un clone del primo). Sebbene la sua ottenibilità non fosse stata prevista, fu possibile per i giocatori incontrarlo per via di alcuni glitch.
Nella primavera del 1996, il presidente di Game Freak Satoshi Tajiri rivelò ufficialmente per la prima volta la presenza di Mew tramite il mensile giapponese dedicato ai manga CoroCoro Comic e ne distribuì le prime carte collezionabili come omaggi gratuiti, scelta che sorprese molti dello staff dell'azienda, incluso lo stesso Morimoto. Il successo dell'annuncio fu però tale che, il 15 aprile dello stesso anno, Game Freak indisse un concorso per rilasciare pubblicamente tale Pokémon a 151 vincitori. Come dichiarato in seguito dallo stesso Tajiri, questo entusiasmo creato attorno a un «Pokémon invisibile» mantenne vivo l'interesse nei titoli e diede adito a varie voci e speculazioni da parte dei giocatori, che incrementarono le vendite del brand.
Il nome giapponese Myū (ミュウ?), e dunque anche la versione anglicizzante Mew, fu ispirato sia dalle parole inglesi mutant e mutation, sia dall'onomatopea "mew", richiamante il miagolio di un gatto. Il Pokémon venne registrato il 6 agosto 1999, sebbene ミュ－ fosse già noto presso la casa di sviluppo fin dal 31 marzo 1994. Questo lo rese il primo Pokémon ufficialmente registrato, ancora prima che fosse depositato il marchio Pocket Monsters (ポケットモンスター?, Poketto Monsutā), risalente al 26 dicembre 1997.

## Descrizione

Francobollo giapponese rappresentante Mew

Mew è un Pokémon di tipo Psico dalle elevate statistiche, il che lo rende molto potente. Morimoto lo pensò come una creatura feliforme rosa pallido dai grandi occhi, dalla lunga e sottile coda, che si allarga all'estremità. La sua pelle è ricoperta da uno strato di fine peluria che può essere osservato solo al microscopio.
Stando al Pokédex, l'enciclopedia fittizia del mondo in cui sono ambientati i titoli della saga, Mew è un Pokémon tanto raro da essere stato a lungo ritenuto estinto, benché ogni tanto se ne riportassero degli avvistamenti. Contiene il patrimonio genetico di tutti i Pokémon (pertanto può utilizzare qualunque tecnica e abilità di combattimento) ed è stato ipotizzato che sia l'antenato di tutte le altre specie conosciute. Nei giochi di prima generazione e nei loro remake, il giocatore può trovare delle fonti diaristiche riguardanti Mew nella Villa Pokémon dell'Isola Cannella, che riportano come fosse stato scoperto nelle profondità della foresta amazzonica della Guyana, in Sud America, il 5 luglio di un anno non specificato; il nome gli fu assegnato il 10 luglio e il 6 febbraio «ha dato alla luce» Mewtwo.
Mew è timido e raramente si fa vedere dagli umani; la sua corta pelliccia difatti gli permette di essere invisibile, così da mostrarsi solo a coloro che ritiene puri di cuore e degni.  È classificato come Pokémon misterioso, benché in precedenza i media non giapponesi lo avessero indicato come leggendario insieme a Pokémon come Articuno, Zapdos, Moltres e Mewtwo. Nelle opere videoludiche può imparare qualsiasi mossa esistente, tra cui Trasformazione, grazie alla quale può assumere la forma di ogni altro Pokémon. Inoltre, nell'anime è in grado di volare, teletrasportarsi, cambiare forma, rendersi invisibile ed evocare bolle di energia psichica per proteggersi o per divertirsi.

## Apparizioni

### Videogiochi

Pagina di Mew nel Pokédex di Pokémon Rosso e Blu

Come accennato, Mew, sebbene classificato come misterioso della prima generazione, non è ottenibile in Rosso, Blu e Giallo se non tramite glitch o eventi ufficiali. Benché alcuni giocatori vi si fossero imbattuti poco dopo la pubblicazione dei primi giochi in virtù di un errore di programmazione, il meccanismo procedurale per ottenerlo venne scoperto e diffuso solo nel 2003. Secondo una leggenda metropolitana, sia nei primi titoli della saga sia nei remake Rosso Fuoco e Verde Foglia, sarebbe stato reperibile sotto un furgone nel porto in cui è ormeggiata la Motonave Anna, giustificando quindi un elemento che non aveva altra funzione se non quella di scenario.
In Pokémon Smeraldo è possibile catturarne un esemplare raggiungendo l'Isola Suprema grazie alla Mappa Stinta, strumento rilasciato solo in Giappone durante la Pokémon Festa 2005, mentre nelle versioni Diamante, Perla e Platino è ottenibile depositando 999 Pokémon nel videogioco My Pokémon Ranch per Nintendo Wii. Il dispositivo Poké Ball Plus rende possibile riscattarne uno solo in Pokémon: Let's Go, Pikachu!, Let's Go, Eevee!, Spada e Scudo.
Mew appare anche come uno dei Pokémon che possono essere rilasciati dall'oggetto Poké Ball nella serie Super Smash Bros. In quest'ultimo videogioco, quando compare, vola via dallo stage, di solito lasciando cadere oggetti collezionabili; è inoltre uno dei trofei disponibili.

#### Eventi Nintendo

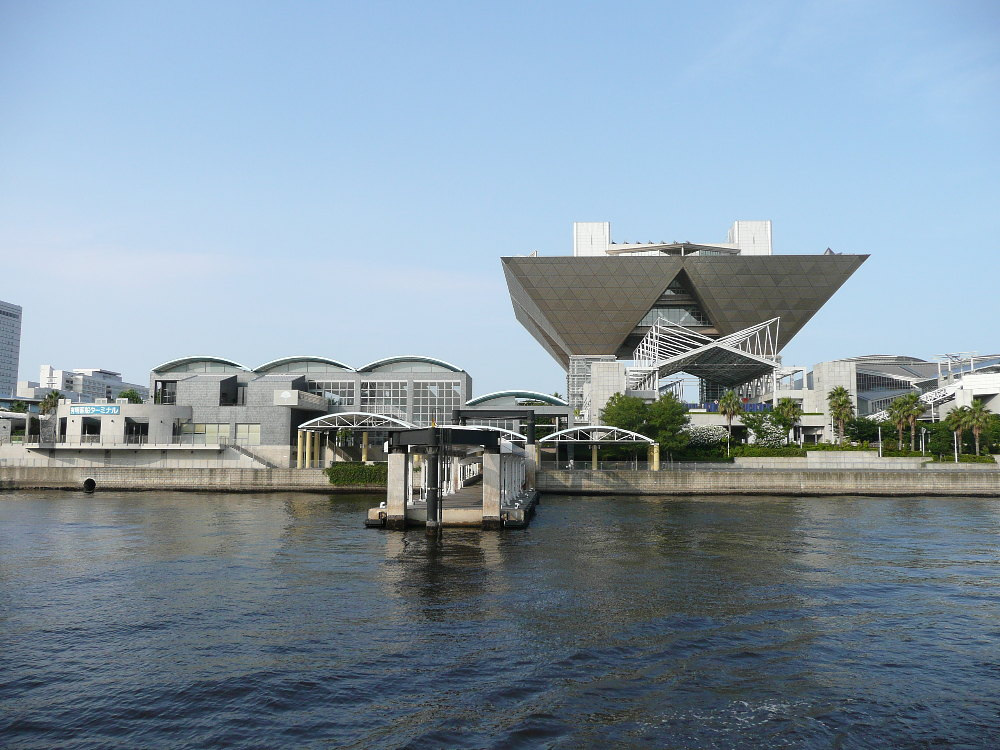
Il Tokyo Big Sight, sede del primo evento di distribuzione di Mew

In seguito alla prima distribuzione di Mew in Giappone, che aveva richiesto ai venti vincitori di spedire la propria cartuccia a Game Freak, furono organizzati eventi simili dal vivo, il primo dei quali si tenne al Tokyo Big Sight il 23 e 24 agosto 1996 e vide circa settecento esemplari consegnati. I partecipanti dovevano prima fare domanda attraverso una cartolina, ricevendo eventualmente un buono valido per l'ottenimento di un solo Mew attraverso una selezione a estrazione per via del grande numero di richieste che tali manifestazioni ricevevano.
Dal 18 settembre al 9 ottobre 1999, durante il cosiddetto Poké Tour, venne donato un esemplare del Pokémon in varie città australiane: questa fu la prima distribuzione al di fuori del Giappone, nonché la prima a non essere a numero chiuso. Dal 9 ottobre al 7 novembre di quell'anno si registrò la prima distribuzione negli Stati Uniti, con il Pokémon League Nintendo Training Tour '99, mentre dall'1 al 28 aprile 2000 attraverso il Nintendo Official Magazine Tour la prima in Irlanda e Regno Unito. Dall'11 al 23 novembre 2009 Mew venne consegnato anche via Wi-Fi Connection per celebrare il decimo anniversario dell'uscita di Pokémon Oro e Argento, svincolando quindi l'ottenimento da eventi e tour fisici. In generale questi rilasci avvennero per ogni titolo della saga, ad eccezione di Pokémon Nero, Bianco, Nero 2, Bianco 2, Ultrasole e Ultraluna.
La rivista Computer and Video Games, tuttavia, criticò la scelta di aver reso Mew un'esclusiva per gli eventi Nintendo, tanto da indicarla come uno degli aspetti peggiori del brand, notando che per ottenere il Pokémon bastavano dispositivi di terze parti come il Pro Action Replay, del quale si incentivò in questo modo l'acquisto.

### Anime
Nei prodotti animati televisivi e cinematografici legati alla saga videoludica dei Pokémon, Mew fece la sua prima comparsa nel lungometraggio del 1998 Pokémon il film - Mewtwo colpisce ancora, in cui è uno dei protagonisti insieme al Pokémon leggendario Mewtwo; in esso viene clonato artificialmente dai suoi resti fossili e dal suo DNA da uno scienziato finanziato da Giovanni e il risultato ottenuto porta alla nascita di Mewtwo. Anche in Pokémon: Lucario e il mistero di Mew (2005) ricopre un ruolo principale, insieme a Lucario; all'inizio di quest'ultimo film viene inoltre mostrato, in qualità di antenato comune, alla base di un immaginario albero genealogico dei Pokémon, alla cui cima è invece indicato Ho-Oh.
Mew compare in alcuni episodi della serie canonica animata Pokémon ed è un personaggio ricorrente in Esplorazioni Pokémon del 2019 (equivalente all'11ª stagione della serie), nella quale il protagonista, Goh, è determinato a catturarlo. Nello speciale Senritsu no Mirāju Pokemon (戦慄のミラージュポケモン?) del 2006, infine, è presente un Mew Miraggio che viene in soccorso di Ash Ketchum e dei suoi amici per sconfiggere il Maestro Miraggio, il quale non riesce a controllarlo.

### Manga
Mew appare nel primo capitolo del manga Pokémon - La grande avventura, nel quale tentano di catturarlo sia l'organizzazione criminale Team Rocket sia l'allenatore Rosso, che però viene facilmente sconfitto. Nei capitoli seguenti viene rivelato che il Team Rocket vuole entrare in possesso del suo DNA per ultimare la creazione di Mewtwo; Rosso e Verde, un altro allenatore di Pokémon, decidono quindi di ostacolare i malfattori per evitare che venga catturato.

## Accoglienza

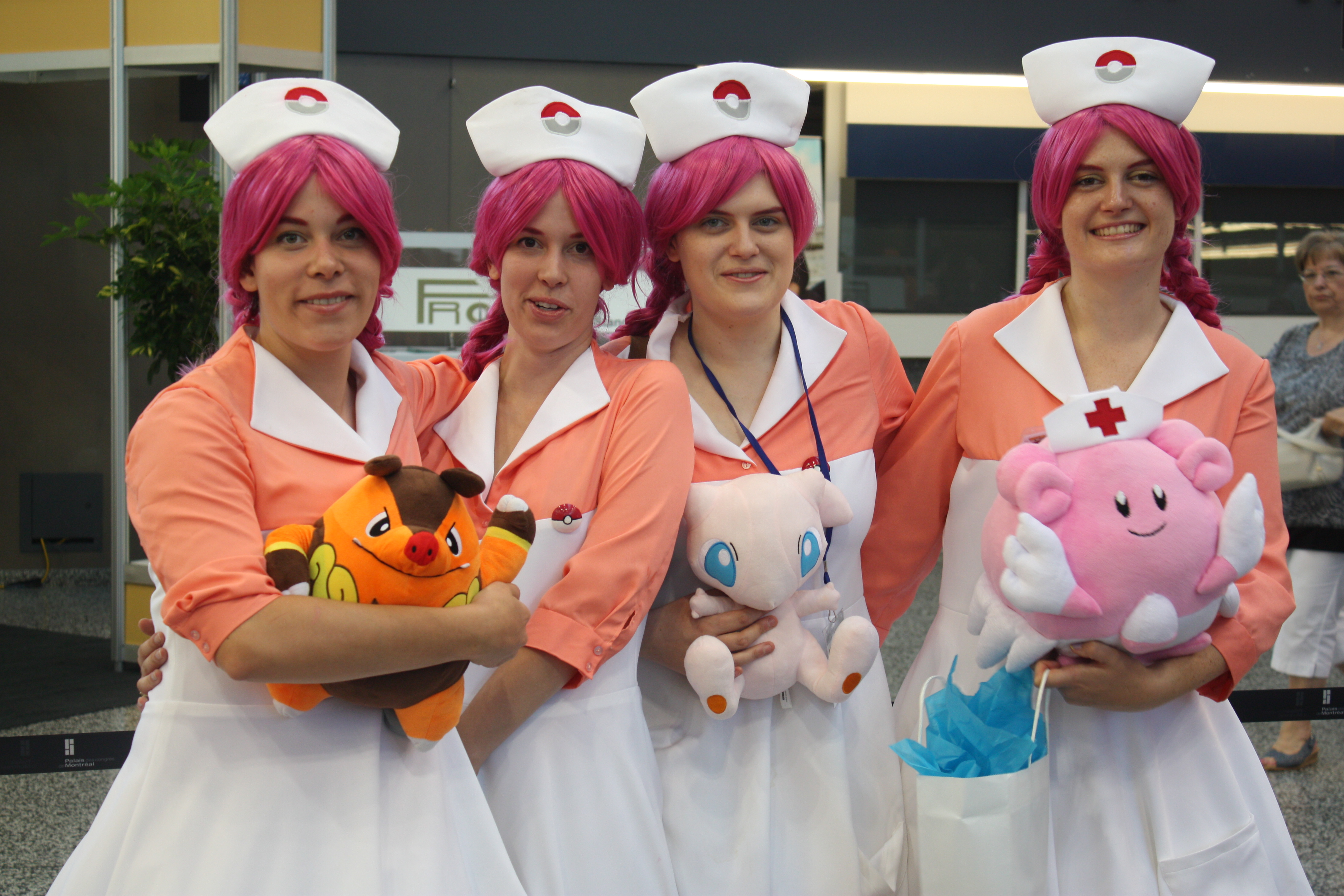
Quattro cosplayer dell'infermiera Joy con dei Pokémon di peluche; la terza da sinistra regge un pupazzo di Mew

UGO.com inserì Mew al sesto posto nella lista dei "25 migliori personaggi nascosti". Gli autori Tracey West e Katherine Noll lo definirono il miglior Pokémon leggendario e il quinto miglior Pokémon in assoluto. Grazie alle sue statistiche equilibrate e alla capacità di apprendere qualsiasi mossa proveniente da una MN o MT, Mew è considerato uno dei migliori Pokémon in Rosso, Blu e Giallo. Studi sull'impatto dei personaggi di fantasia sui bambini, come quelli di Joseph Jay Toblin nel suo Pikachu's Global Adventure: The Rise and Fall of Pokémon (2004), evidenziarono che esso risultava particolarmente popolare tra le bambine, le quali tendevano a essere attratte da personaggi «carini»; Mewtwo, in confronto, fu descritto come il suo opposto, popolare tra i maschi più grandi, ammirati dai Pokémon «duri o spaventosi». Nel saggio Media and the Make-believe Worlds of Children (2005) viene evidenziata una caratteristica simile: Mew è «infantile, simpatico e gentile, capace di combinare forza e dolcezza» e, tra i bambini, è importante il suo contrasto con Mewtwo, altro elemento di fascino per il personaggio. Lo staff di guida ai videogiochi di IGN il 18 marzo 2013 lo indicò come uno dei migliori Pokémon di tipo Psico, insieme a Mewtwo, Alakazam e Starmie, affermando che:

### Merchandising

Particolare di un Boeing 747-400 della All Nippon Airways, su cui è rappresentato anche Mew

Un evento promozionale nel numero di CoroCoro Comic dell'aprile 1997 chiamato "Offerta del Pokémon leggendario" permise a dieci vincitori di inviare le loro cartucce alla Nintendo per ricevere un esemplare di Mew sui loro giochi. È inoltre uno dei Pokémon che nel 1998 vennero raffigurati sulla fusoliera di uno dei Boeing 747-400 della All Nippon Airways, uno dei cosiddetti Pokémon Jet.
La rivelazione e la distribuzione di Mew attraverso eventi organizzati venne ritenuta una delle ragioni principali del successo della serie in Giappone, in luce soprattutto al numero di partecipanti elevato che si registrò: l'"Offerta del Pokémon leggendario" giapponese ricevette oltre 78 000 richieste, superando l'aspettativa iniziale di 3 000. Il medesimo CEO di Nintendo Satoru Iwata attribuì il successo dei giochi proprio alla succitata manifestazione; da allora, le vendite settimanali di Rosso e Verde toccarono dapprima gli stessi numeri delle precedenti vendite mensili, e poi le superarono di tre e quattro volte.
Nel settembre 2006, per l'uscita al cinema di Pokémon: Lucario e il mistero di Mew e nei negozi dei videogiochi Pokémon Mystery Dungeon: Squadra rossa e Squadra blu, i giocatori in possesso di una versione di Pokémon Rubino, Zaffiro, Smeraldo, Rosso Fuoco o Verde Foglia ebbero la possibilità di andare in un negozio Toys "R" Us per ottenere gratuitamente Mew. In più, una carta promozionale era inclusa nel DVD del lungometraggio animato.

### Apparati d'approfondimento
- (EN) Nintendo Power, The Elusive Mew, in Pokémon Special Edition for Yellow, Red and Blue, Nintendo Power, 1999,  p. 108, ASIN B000GLCWWW.
- (EN) M. Arakawa, Have You Seen Mew?, in Pokémon Gold Version and Silver Version Complete Pokédex, Nintendo Power, 2000,  p. 90, ASIN B000LZR8FO.
- (EN) Scott Pellard, Pokémon Crystal Version, Nintendo Power, 2001,  p. 133, ISBN 978-1-930206-12-0.
- (EN) Eric Mylonas, Pokémon Fire Red & Leaf Green: Prima's Official Game Guide, Prima Games, 2004,  p. 130, ISBN 978-0-7615-4708-2.
- (EN) Lawrence Neves, Pokémon Diamond & Pearl Pokédex: Prima's Official Game Guide Vol. 2, Prima Games, 2007,  p. 89, ISBN 978-0-7615-5635-0.
- (EN) Pokémon USA, Pokémon Platinum: Prima's Official Game Guide, Prima Games, 2009,  p. 431, ISBN 978-0-7615-6208-5.
- (EN) Pokémon USA, Pokémon HeartGold & SoulSilver: The Official Pokémon Johto Guide & Johto Pokédex: Official Strategy Guide, Prima Games, 2010,  p. 316, ISBN 978-0-307-46803-1.
- (EN) Pokémon USA, Pokémon HeartGold & SoulSilver: The Official Pokémon Kanto Guide & National Pokédex: Official Strategy Guide, Prima Games, 2010,  p. 274, ISBN 978-0-307-46805-5.